# Wilhelmine Carbin-Gips
Wilhelmine Gips (Delft, 28 augustus 1897 – Oosterbeek, 28 oktober 1975) was een Nederlands schilder.
Carbin-Gips werd geboren in de wijk Vrijenban. Ze was een telg uit een artistiek geslacht. Haar grootvader, Cornelis Gips, was schilder en kunstfotograaf, en haar vader, Abraham Frans Gips was hoogleraar aan de Technische Hogeschool Delft en was daarnaast als uitvoerend kunstenaar een van de voornaamste representanten van de Delftse art nouveau. Haar tante was sopraan Wilhelmina Gips.
Zij huwde met de in Suriname geboren marineofficier en schrijver Louis Carbin. Van 1934 tot 1956 woonde zij in de kunstenaarsplaats Menton in Zuid-Frankrijk. Het echtpaar bleef kinderloos. In 1945 overleed haar man. Na een paar jaar in Den Haag te hebben verbleven bij haar zus To (C.M.A.Van Swieten-Gips) in de Frankenstraat 11, nam zij in 1959 haar intrek aan de Willem van Kleeflaan 3 in Oosterbeek, alwaar zij in 1975 is overleden.
Aanvankelijk maakte Wilhelmine veel grafisch werk met onder andere monumentale naakten en portretten. Bekendheid kregen haar portretten van een Javaanse baboe. Van enkele van deze tekeningen uit 1921 zijn indertijd een groot aantal isografieën gemaakt. In 1932 echter trad zij ook naar buiten met schilderijen. In haar Franse periode schilderde zij veel landschappen met wijnvelden, olijfbomen en Franse dorpjes. Haar werk toont soms verwantschap met de door haar bewonderde kunstenaar Wim Schumacher. Ook uit haar Oosterbeekse periode dateren veel schilderijen van landschappen. Al die jaren bleef zij lid van Pulchri in Den Haag (1924–1975) en tot 1967 nam zij deel aan de jaarlijkse exposities.